# Liste der Pharaonen (Demotische Chronik)
Die Liste der Pharaonen wird im demotischen Papyrus Die demotische Chronik als zehntes Kapitel aufgeführt. Die demotische Chronik entstand in der frühen Ptolemäerzeit und stammt vermutlich aus Memphis. Das in demotischer Sprache vorliegende Werk wurde auf dem Recto des Papyrus Paris BN 215 über einem griechischen Text als Palimpsest niedergeschrieben.
Das zehnte Kapitel ist unter anderem wegen der fundierten Herrscherbewertung berühmt geworden. Die demotische Chronik beinhaltet eine rückblickende theologische Theorie hinsichtlich der von den Pharaonen erbrachten Leistungen. Für den gerechten König wird in diesem Zusammenhang ein positives Urteil postuliert, falls die vollbrachten Taten während seiner Herrschaft mit den moralischen Geboten in Einklang standen. Vorzeitige Machtenthebungen werden dagegen immer als Fehlverhalten gedeutet und entsprechend kommentiert.

## Datierung der Abfassungen
Aufgrund des wechselnden Erzähltempus ist eine Erstfassung des zehnten Kapitels in der Regierungszeit des Nektanebos I. (379 bis 360 v. Chr.) oder seines Sohnes Taos (360 bis 359 v. Chr.) wahrscheinlich. Weitere Überarbeitungen wurden in der Folgezeit ergänzt.
In der Ägyptologie wurde bis zu der Entdeckung des Werkes Die demotische Chronik die manethonische Reihenfolge der Pharaonen angezweifelt. Es war daher historisch bedeutsam, im demotischen Papyrus einen weiteren Beleg für die Ansetzung des Königs Nektanebos I. zwischen Nepherites II. und Taos zu besitzen. Durch die weiteren Ausführungen konnte das Ende der 30. Dynastie auf das Jahr 342 v. Chr. datiert werden.

## Kapitel 10 der demotischen Chronik
Die Einteilung in Dynastien wurde gemäß der manethonischen Aegyptiaca hilfsweise vorgenommen. In Kapitel 10 der demotischen Chronik werden alle Pharaonen (Könige) nur in zahlenmäßiger Auflistung ohne Dynastieeinteilung genannt.

### 28. Dynastie
Für die 28. Dynastie werden keine Regierungsjahre genannt.
| Griechischer Name | Ägyptischer Name | Regierungsdauer | Kommentar |
| ----------------- | ---------------- | --------------- | --- |
| Amyrtaios         | Amunirdisu       | Keine Angabe    | Erster Zeitabschnitt: Gestern ist vergangen. Der erste Herrscher nach den Barbaren, welche die Meder sind. Da man in seiner Zeit eine Gesetzeswidrigkeit beging, ließ man ihn die Gänge von gestern machen. Da er befahl, Unrecht zu tun, schaute man auf das, was ihm angetan wurde. Außerdem setzte man ihn zu Lebzeiten von seinem Thron ab. Man ließ seinen Sohn ihm nicht nachfolgen, daher gab es keine Machtausübung durch seinen Sohn nach ihm. |

### 29. Dynastie
Für die 29. Dynastie werden keine Regierungsjahre genannt.
| Griechischer Name | Ägyptischer Name | Regierungsdauer | Kommentar |
| ----------------- | ---------------- | --------------- | --- |
| Nepherites I.     | Naiefaaurudj     | Keine Angabe    | Zweiter Zeitabschnitt: Der zweite Herrscher, der nach den Medern auftrat. Man gab ihm nur eine kurze Spanne wegen vieler Sünden, die man in seiner Zeit beging. Da er das, was er tat, in Gewissenhaftigkeit tat, ließ man seinen Sohn nachfolgen. IV.4Zu dem, der am (heutigen) Tag Herrscher ist, nämlich Nechetnebef, sagt man: Er ist derjenige, welcher die Habe Ägyptens und aller Tempel hingegeben hat, IV.5 um Geld (Silberlinge) zu erzeugen. Es ist so, als ob man sagen würde „Er handelte nicht als Mann zu seiner Zeit“, also so, als ob man zu Nechetnebef den Schimpfnamen „Vulva“ sagt, welcher ein Schimpfname für eine Frau ist. |
| Keine Angabe      | Keine Angabe     | Keine Angabe    | Ohne Zeitabschnittszuweisung: Der dritte Herrscher, der nach den Medern auftrat, dem wurde gegeben, das heißt: Da er das Gesetz missachtete, ersetzte man ihn zu Lebzeiten. |
| Psammuthis        | Pascherienmut    | Keine Angabe    | Ohne Zeitabschnittszuweisung: Der vierte Herrscher, der nach den Medern auftrat, Pharao Psammuthis, der existierte nicht, das heißt: Er war nicht auf dem Weg des Gottes. Man ließ ihn nicht an der Macht verweilen. |
| Hakoris           | Hakor            | Keine Angabe    | Dritter Zeitabschnitt: Der fünfte Herrscher, der nach den Medern kam, das heißt: Hakoris, der Wiederholer des Erscheinens. Man ließ seine Tage der Machtausübung voll werden, weil er wohltätig war zu den Tempeln. Man beseitigte ihn, da er das Gesetz missachtete und nicht mehr wegen seiner Brüder inspizierte. |
| Nepherites II.    | Naiefaaurudj     | Keine Angabe    | Vierter Zeitabschnitt: Der sechste Herrscher, der nach den Medern entstand, das heißt: Pharao Nepherites II. existierte nicht, da man befahl ihn nicht existieren zu lassen, weil man das Gesetz unter seinem Vater missachtet hatte. Man ließ (deshalb) die Strafe seinen Sohn nach ihm erreichen. |

### 30. Dynastie
Die Pharaonen der 30. Dynastie werden vom Kommentator als Prophezeiung mit ihren zukünftigen Regierungszeiten aufgezählt. Die Gesamtregierungslänge der drei aufgeführten Herrscher beträgt gemäß dem demotischen Orakel 38 Jahre. Manetho (Africanus) vermerkte ebenfalls eine Gesamtregierungslänge von 38 Jahren.
| Griechischer Name | Ägyptischer Name | Regierungsdauer | Kommentar |
| ----------------- | ---------------- | --------------- | --- |
| Nektanebes        | Nechtenebef      | 19 Jahre        | Fünfter Zeitabschnitt: Der siebte Herrscher, der nach den Medern kommen wird, das heißt: Pharao Nektanebes, dem wird man 6 (+) 10 (=) 16 Jahre geben. Man wird ihm Tag 30 geben. Das ist die Vollendung von Tag 10, denn drei Monate und drei Dekaden sind es, die zu drei Jahren werden, welche hinzukommen zu 16 Jahren, das macht 19 Jahre.           |
| Tachos            | Djedhor          | 1 Jahr          | Sechster Zeitabschnitt: Der Messstab des Baumeisters, Monatstag 1; das heißt: Derjenige, der auf dem Weg ist, der baut für seinen Vater/den sein Vater gebaut hat. Ein Jahr ist es, was man ihn an der Macht verbringen lassen wird, das heißt: Pharao Tachos, welcher gemäß dem Messstab seines Vaters marschieren wird.                                |
| Keine Angabe      | Keine Angabe     | 18 Jahre        | Ohne Zeitabschnitt: Die Setzwaage des Steinmetzen, der siebte Zeitabschnitt, das heißt: Der Herrscher, der nach ihnen kommen wird, den wird man 18 Jahre verbringen lassen, denn die Waage des Steinmetzen ist das Schwert, welches fünf Teile sind. Man wird es sagen: „Das sind 6 (+) 7, macht 13, um es vollzumachen mit 5, macht wiederum 18 Jahre“. |

### 31. Dynastie
Die Herrscher der 31. Dynastie werden vom Kommentator erneut als „Meder“ prophezeit.
| Griechischer Name | Ägyptischer Name | Regierungsdauer | Kommentar |
| ----------------- | ---------------- | --------------- | --- |
| Keine Angabe      | Keine Angabe     | Keine Angabe    | Man wird die Tore...öffnen, das heißt: der Anfang derjenigen, die nach ihnen (den Pharaonen) kommen werden, die Meder. Das bedeutet: die Barbaren. Unser See und unsere Inseln sind voll Tränen, das heißt: Die Häuser der Ägypter werden keine Menschen haben, um in ihnen zu wohnen. Selbige Zeit ist, als ob man sagt „Die Meder werden sie abschlachten, sich Häuser nehmen und dort wohnen“. Sie werden die Ägypter abschlachten, während die Sonne sie sieht. Das ist das Opfer des Sonnengottes. |